# ヴェルナー・エック

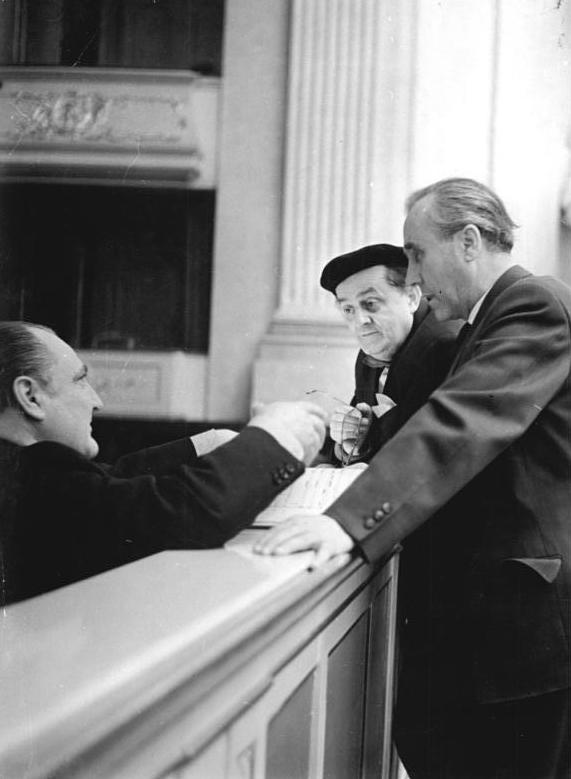
フランツ・コンヴィチュニーとマックス・ブルクハルトとエック（1958年、ベルリン国立歌劇場）

ヴェルナー・エック（ドイツ語: Werner Egk, 1901年5月17日  - 1983年7月10日）は、ドイツの作曲家。

## 経歴
ドナウヴェルト近郊に生まれ、ミュンヘンでカール・オルフに師事。ラジオ放送が始まったとき、彼はマスメディアとしての重要性を悟り、ラジオ放送劇を発展させた。
1930年代初めにオペラとバレエに関心が移り、1935年に最初のオペラ「魔法のヴァイオリン」をフランクフルト・アム・マインで初演した。他にヘンリック・イプセン原作のオペラ「ペール・ギュント」（1938）があり、彼の代表作として知られるようになる。この作品はヒトラーやゲッベルスに気に入られた
ナチス時代には仕事を継続するために、やむなく帝国音楽院での仕事に就いた。
戦後は、指揮者と作曲家の活動に加えて、ベルリン音楽大学学長（1950-1952）、ドイツ音楽著作権協会の主要メンバー、著作権協会国際連合のドイツ代表を務めた。しかしナチ時代に現代的音楽が「退廃音楽」という名で排斥される中、彼の親しみやすい音楽がヒトラーやゲッベルスに賞賛され、ナチのプロパガンダ色が濃厚だったベルリンオリンピックで『オリンピック祝典音楽』が芸術競技で金メダルを獲得したことや、ヒトラーユーゲントの映画『若者たち』のための『ドイツ青年の行進曲』といった作品により、「ナチの協力者」というイメージがついてまわることとなった。
それでも、戦後も歌劇『審問官』（1956年）、『サン＝ドミンゴ島の結婚』（1963年）・管弦楽曲など旺盛な創作活動を行った。

## 主要作品

### 歌劇
- 魔法のヴァイオリン
- コロンブス
- ペール・ギュント
- アイルランドの物語
- 審問官
- 17日と4分間

### バレエ
- ツァリッサのヨアン
- アブラクサス
- 中国のナイチンゲール
- ロンドンのカサノヴァ

### 管弦楽作品
- ゲオルギーカ
- オリンピック祝典音楽
- ヴァイオリン音楽
- 管弦楽のためのソナタ第1番
- 管弦楽のためのソナタ第2番
- フランス組曲
- アッレグリア

### 声楽曲
- オラトリオ「大胆で親切な」
- ウィーンの古い有節歌曲による変奏曲
- 聖アントニウスの誘惑

## 文献
- Werkverzeichnis Werner Egk. Schott, Mainz 1969
- Ernst Krause: Werner Egk: Oper und Ballett. Wilhelmshaven 1971
- Werner Egk: Die Zeit wartet nicht. Künstlerisches, Zeitgeschichtliches, Privates aus meinem Leben. Mainz/München 1981, ISBN 3-442-33059-9
- Werner Egk. Verzeichnis der veröffentlichten Werke. Schott, Mainz 1991
- Ernst Klee: Das Kulturlexikon zum Dritten Reich – Wer war was vor und nach 1945, S. Fischer Verlag 2007, ISBN 978-3-10-039326-5
- Fred Prieberg: Musik im NS-Staat, Fischer TB, ISBN 978-3-920862-66-8